# Cortés Sebastián
Cortés Sebastián (Caracas, Venezuela, 1980. május 3.) koreográfus, rendező, a StageHive alapító-ügyvezetője.

## Élete
Édesapja chilei – egy ideig fuvolistaként a Zeneakadémián tanult –, édesanyja magyar. Cortés Sebastián Venezuelában született. Édesanyjával 1991-ben költözött vissza Magyarországra. A kulturális sokszínűség és nyitottság kezdettől fogva meghatározó jellemzője. Táncolni kamaszkorában kezdett.
2000–2003 között a GNM Színitanodában tanult, majd felvételt nyert a Színház- és Filmművészeti Egyetem koreográfus szakán Iglódi István és Fodor Antal osztályába, ahol 2007-ben diplomázott. 2004-ben már Bozsik Yvette Bál, avagy a táncos mulatság című produkciójának szereplője és társastánc-konzultánsa volt a Nemzeti Táncszínházban. 2008–2009-ben a Kodolányi János Főiskola Székesfehérvári Regionális Képző Központjában spanyol és angol nyelvű idegenvezetői bizonyítványt is szerzett. 
Doktori disszertációját A színész teste – A színészképzés fizikai módszerei címmel írta. 2019-ben szerezte meg DLA fokozatát a Színház- és Filmművészeti Egyetem Doktori Iskolájában. Kutatása keretében Európában és azon kívül is (Siena – Olaszország, Vilnius – Litvánia; Santiago – Chile; Plainfield – Amerikai Egyesült Államok, Birmingham – Egyesült Királyság) végzett művészeti és pedagógiai műhelymunkát.
Elsősorban alkalmazott koreográfusként színházi produkciókban dolgozik. Koreografált klasszikus operettet, kamara-musicalt, francia vígjátékot éppúgy, mint kísérleti színházi darabokat. 2009–2016 között az Oktogon Tánc Centrum dzsessztánc, 2009–2017 között a Pesti Magyar Színiakadémia színpadi mozgás gyakorlati oktatója volt, illetve tanított a Színház- és Filmművészeti Egyetemen, a GNM Színitanodában, a Keleti István Művészeti Szakgimnáziumban és a Nemes Nagy Ágnes Művészeti Szakgimnáziumban is.
A mozgásfeladatok mellett az előadások megvalósítása is érdekelte, elkezdett rendezőként is dolgozni – előbb fizikai színházi (Lakatok, Mesék a bestiáriumból, Rezonancia, Szörnyek, Rendben élni), majd prózai darabokkal is.
Ügyvezetője, illetve Meczner Verával ötletgazdája és alapítója a StageHive – az előadó-művészeti szcénában dolgozókat összekötő 2019. január 10-én elindult szakmai-közösségi platformot működtető – startup cégnek.
Publikációkat, előadáskritikákat is ír. Írásai megjelentek a Theatron színháztudományi periodikában, a Doktoranduszok Országos Szövetségének kelet/nyugat című tanulmánykötetében, illetve a Prae és a Zene – zene – tánc művészeti folyóiratokban.

## Főbb koreográfiái
Koreográfiák és mozgásrendezések:
- Dezsavü (társkoreográfus: Gyöngyösi Tamás, Gárdonyi Géza Színház, 2005)[6]
- Bolha a fülben (Milwaukee Repertory Theatre, 2005)
- Faust (Gárdonyi Géza Színház, 2006)
- Apácák (Magyar Színház, 2006)[7]
- Hat hét, hat tánc (társkoreográfus: Király Attila, Orlai Produkció, 2006)[8]
- Az élet mint olyan (Vígszínház Házi Színpad, 2006; Pesti Színház, 2007)
- Ájlávjú... de jó vagy, légy más! (Vidám Színpad, 2008)
- Meccs (Centrál Színház Kisszínpad, 2008)
- Süsü, a sárkány (József Attila Színház, 2008)
- A mi utcánk – Avenue Q (Centrál Színház, 2009)[9]
- Lakatok (a Pesti Magyar Színiakadémia tanulóival, POSzT – OFF, 2009)[10]
- Találkozás (Budapesti Kamaraszínház Tivoli, 2009)
- Anconai szerelmesek (Budaörsi Játékszín, 2009)
- Utazás egy siker körül (Múzsák Társulat, 2010)
- Mesék a bestiáriumból (a Pesti Magyar Színiakadémia tanulóival, POSzT – OFF, 2010)[11]
- Jó estét Nyár, jó estét szerelem (Shakespeare Színművészeti Akadémia, 2011)
- A muzsika hangja (Gózon Gyula Kamaraszínház, 2011)
- Romeo és Júlia – Változatok egy témára (Pesti Magyar Színiakadémia, 2012)[12]
- Legyetek jók, ha tudtok! (Budaörsi Latinovits Színház, 2014)
- Csókos asszony (társkoreográfus: Bóbis László, Vörösmarty Színház, 2015)
- Akár akárki (Pesti Magyar Színiakadémia, 2016)[13]
- Tündér Míra (társkoreográfus: Gyulai Júlia, Magyar Színház, 2016)
- Az arany virágcserép, (Ódry Színpad, 2016)
- Jazz Side Story (Pesti Magyar Színiakadémia, 2017)[14]
- Naftalin (Komáromi Jókai Színház, 2017)
- Bonnie & Clyde (Szabad Tér Színház és a Csokonai Nemzeti Színház együttműködésével, 2018)[15]
- Bánk bán (Komáromi Jókai Színház, 2018)[16]
- Ballada-menü (József Attila Színház, 2019)
- Szeretkezz, ne háborúzz! (LÜZISZTRÁTe vagy az oka / KUPAKOLJ, NE ÖLJ) (Komáromi Jókai Színház, 2020)[17]

## Rendezései
- Lakatok (a Pesti Magyar Színiakadémia tanulóival, POSzT – OFF, 2009)[10]
- Mesék a bestiáriumból (a Pesti Magyar Színiakadémia tanulóival, POSzT – OFF, 2010)[11]
- Edward Albee, J. D. Salinger, Ödön von Horváth, Vécsei Anna: Rezonancia (Embertani Színházi Műhely, 2012)[18]
- Niklas Rådström: Szörnyek (Litván Zene- és Színművészeti Akadémia, 2016)
- Leé József hajléktalan költő versesei alapján: Rendben élni (HoldonGolf Projekt, 2017)[19]
- Jean-Michel Ribes: Monológok, bilógok, trilógok (HoldonGolf Projekt, RS9, 2017)[20]
- Hajléktalan szerzők írásai nyomán Nagy Orsolya: Kakaóscsiga (Centrál Színház Kisszínpad, 2019)[21]
- Németh Virág és Cortés Sebastián: Dajkamese (Manna Produkció, Bethlen Téri Színház, 2019)[22]